# Daisyworld

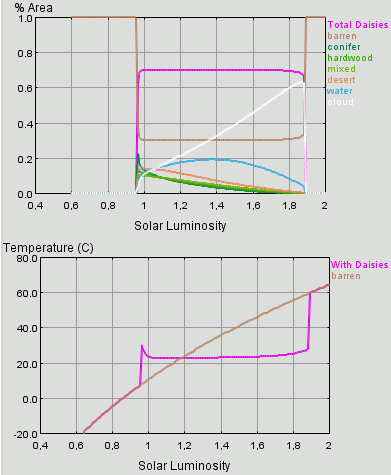
Verlauf einer Daisyworld-Simulation mit vielen Arten und mittelgroßer Iteration

Daisyworld ist eine Computersimulation eines hypothetischen Planeten, welcher einen sonnenähnlichen Stern umkreist, dessen Strahlungsleistung und somit Temperatur wie bei der Sonne im Laufe von Jahrmilliarden langsam ansteigt, wobei dennoch die globale Durchschnittstemperatur des Planeten über einen langen Zeitraum aufgrund selbstorganisierender biologischer Rückkopplungsprozesse annähernd konstant bleibt. James Lovelock und Andrew Watson veröffentlichten dieses Modell 1983, um die Plausibilität der Gaia-Hypothese zu untermauern, welche eine Selbstregulation diverser Umweltparameter eines belebten Planeten durch das Leben selbst postuliert.

## Das Daisyworldmodell
In der Computersimulation Daisyworld gibt es auf einem simulierten erdähnlichen Planeten nur zwei Arten von Lebewesen: schwarze Daisys (Gänseblümchen) und weiße Daisys. Weiße Daisys haben weiße Blüten, welche Licht reflektieren, und schwarze Daisys haben schwarze Blüten, welche Licht absorbieren. Beide Arten haben dieselbe Wachstumskurve (ihre Reproduktionsrate hat die gleiche Abhängigkeit von der Temperatur), jedoch sind schwarze Daisys aufgrund ihrer schwarzen Blüten wärmer als weiße Daisys und kahle Erde. Ein Planet mit einem Übergewicht an weißen Daisys ist kühler als einer mit mehr schwarzen.
Zu Beginn der Simulation ist der Planet Daisyworld so kalt, dass nur ein paar schwarze Daisys und fast keine weißen Daisys überleben können. Jedes Mal wenn die Temperatur fällt, fangen die schwarzen Blüten an zu dominieren. Diese absorbieren die Wärme der Sonne, was wiederum dazu führt, dass die Temperatur des Planeten steigt. Dies wiederum führt zu besserem Wachstum der schwarzen Daisys und dieses zu weiterer Temperaturerhöhung. Mit der Erwärmung des Planeten können sich nun auch weiße Daisys besser vermehren, welche aufgrund ihrer geringeren Temperatur eine bessere Vermehrungsrate haben als die nun schon über ihrem Optimum liegenden schwarzen und heißeren Daisys. Der Planet erreicht ein Temperaturgleichgewicht. Jede Erwärmung führt zu einer größeren Anzahl weißer Daisys, jede Abkühlung zu mehr schwarzen Daisys. Ein derartiges System ist bemerkenswert stabil gegenüber sich verändernder Strahlungsleistung der Sonne. Der gesamte Planet reguliert sich selbst. Ab einem gewissen Punkt jedoch übersteigt die externe Strahlungsleistung die Regulationskräfte durch die konkurrierenden Daisys und der Planet wird von Hitze überwältigt.
Wird die Simulation ohne die Daisys durchlaufen, steigt der Temperaturverlauf synchron zur Strahlungsleistung der Sonne. Mit Daisys gibt es zu Beginn der Simulation verstärkte Erwärmung und zum Ende verstärkte Kühlung, was zu einer nahezu konstanten Gleichgewichtstemperatur während des größten Teils der Simulation führt. Auf diese Weise verändern die Daisys das Klima derart, dass die Bedingungen für sie lebensfreundlicher werden. Jedoch zeigt das Daisyworldmodell für bestimmte Solarkonstanten auch Hysterese, so dass der Planet zwei unterschiedliche stabile Zustände für diese Solarkonstanten aufweist: Typischerweise ist jeweils der eine abiotisch und der andere nahezu vollständig besiedelt.
Spätere Erweiterungen des Daisyworldmodells schlossen sogenannte Kaninchen, Füchse und andere Arten mit ein, welche Absorptionsraten zwischen den schwarzen und weißen Daisys haben. Eines der überraschenderen Ergebnisse dieser Simulationen war, dass die selbstregulierenden Kräfte des gesamten Planeten mit der Anzahl der Arten stiegen. Diese Beobachtung unterstützte die Ansicht, dass Biodiversität wertvoll ist, und löste die moderne Biodiversitätsdebatte aus.
Daisyworld zog auch Kritik auf sich. Die Simulation weist kaum Ähnlichkeit mit der Erde auf; das System benötigt eine Ad-hoc-Todesrate (γ), um im Gleichgewicht zu bleiben, und das Modell verwischt die Unterschiede zwischen Phänomenen auf der Ebene der Arten und jener der Individuen. Jedoch zeigt Daisyworld unbestreitbar, dass biologisch reguliertes Gleichgewicht keine teleologische Erklärung benötigt.

## Trivia
Eine Version der Daisyworld-Simulation wurde im Computerspiel SimEarth von Maxis eingebaut.